# Třetí říše (pojem)

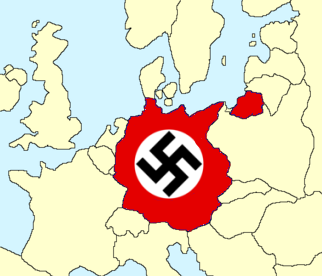
Územní rozsah tzv. Velkoněmecké říše v roce 1939 (před přepadením Polska)

Pojem třetí říše (německy Drittes Reich) je jedno z označení nacistického Německa (1933–1945), které navazovalo na dva historické státní útvary německého národa, to jest Svatou říši římskou (962–1806) a Německé císařství (1871–1918).

## Historické pozadí
Obnovit slávu antické Římské říše se snažil už franský vládce Karel Veliký roku 800 a po něm trvaleji německá dynastie Otonů. Říše se však územně rozkládala severněji než původní impérium, na území západní Evropy a Itálie, zatímco další oblasti Středomoří spadaly pod jiné státní útvary v důsledku islámské expanze (mj. Španělsko) a dále také pod Byzantskou říši, která se rovněž hlásila k dědictví antického Říma. Těžiště středověké říše se nacházelo především v oblastech hovořících tehdejší němčinou, což odrážel od 15. století se vyskytující název Svatá říše římská národa německého (označení „svatá“ odkazovalo na křesťanský charakter říše a korunovaci papežem). Říše ovšem sdružovala mnoho menších, víceméně samostatných států v samotném Německu a na územích jako jsou dnešní Švýcarsko a Itálie. Spadaly do ní také země Českého království. Po zániku Svaté říše římské došlo v 19. století k postupnému sjednocování Německa, do té doby stále velmi rozdrobeného, a to zejména díky úspěšné politice pruského kancléře Otty von Bismarcka, jejímž vyvrcholením bylo vyhlášení Německého císařství po porážce Francie v prusko-francouzské válce a po s ní spojeném zániku Druhého císařství v roce 1871. Po porážce v první světové válce se Německo, označené za hlavního viníka války, přeměnilo z císařství v republiku (Výmarská republika), mělo však nadále oficiální název „Německá říše“ (Deutsches Reich). Versailleská smlouva vedla k tomu, že Německo ztratilo mj. velká území získaná v roce 1871 od Francie (Alsasko a Lotrinsko) a následně trpělo na ně uvalenými vysokými válečnými reparacemi. Brzy po roce 1918 se proto objevily snahy o obnovení dřívější slávy poraženého Německa.

## Pojem třetí říše
Výraz „Drittes Reich” použil pro budoucí národně-socialistické Německo v roce 1923 ve svém díle spisovatel Arthur Moeller van den Bruck. V jeho pojetí vycházelo toto označení z křesťanské apokalyptiky a učení o třech věcech Joachima z Fiore. Výraz používali mnozí odpůrci Výmarské republiky a převzala jej nacistická propaganda. Ale po uchopení moci roku 1933 (německy Machtergreifung) jej nacisté kvůli křesťanskému zabarvení přestávali používat. Po připojení Rakouska (tzv. Anschluß) roku 1938 se začal prosazovat název „Velkoněmecká říše“ (Großdeutsches Reich) a od roku 1939 bylo ministerstvem propagandy doporučeno název „třetí říše“ nepoužívat. 26. června 1943 byl název Velkoněmecká říše (Großdeutsches Reich) zaveden oficiálně.
Po válce se v německé vědecké literatuře začalo nacistické Německo za jeho celého období 1933–1945 opět označovat jako „Drittes Reich”, vedle dalších označení jako je NS-Staat (Národně-socialistický stát), Führerstaat (Vůdcovský stát) nebo Tausendjähriges Reich (Tisíciletá říše). Hovorově je nacistické Německo označováno Nazi-Deutschland nebo také Hitlerdeutschland (Hitlerovo Německo).